# شهرداری سرای
شهرداری سرای (به لاتین: Saraj Municipality) یک منطقهٔ مسکونی در مقدونیه شمالی است که در واردر استتیستیکل رگین واقع شده‌است. شهرداری سرای ۲۲۹٫۰۶ کیلومتر مربع مساحت و ۳۵٬۴۰۸ نفر جمعیت دارد. نام این شهرداری و روستای سرای که مرکز آن است، از واژه فارسی «سرای» آمده است.